# UFC 88
UFC 88: Breakthrough fue un evento de artes marciales mixtas celebrado por Ultimate Fighting Championship el 6 de septiembre de 2008 en el Philips Arena, en Atlanta, Georgia.

## Historia
El evento estuvo encabezado por un combate de peso semipesado entre Chuck Liddell y Rashad Evans.
Se esperaba que Karo Parisyan se enfrentara a Yoshiyuki Yoshida en el evento, sin embargo, una lesión de Parisyan canceló dicho combate.

## Premios extra
Cada peleador recibió un bono de $60,000.
- Pelea de la Noche:  Thiago Tavares vs. Kurt Pellegrino
- KO de la Noche: Rashad Evans
- Sumisión de la Noche: Jason MacDonald